# Antonio Alessio
Antonio Alessio (Padova, 1891 – ...) è stato un ingegnere aeronautico italiano.

## Biografia
Nacque a Padova nel 1891, e si laureò in ingegneria meccanica presso il Politecnico di Torino all'età di 22 anni. Iniziò a lavorare dapprima per la Ansaldo e poi per la Fiat, per poi divenire responsabile dello stabilimento di produzione di motociclette della N.S.U. ad Heilbronn, in Germania.
Dopo essere rientrato in Italia, occupò la posizione di direttore presso lo stabilimento Fiat a Modena, che produceva macchine agricole.
Successivamente lavorò per Piaggio a Pontedera (provincia di Pisa) per poi passare alle Officine Meccaniche Reggiane come direttore tecnico, per poi divenire vice direttore generale e infine, nel 1941 dopo la morte di Giovanni Degola in seguito ad una caduta da cavallo, direttore generale. Insieme all'ingegnere Fidia Piattelli compì un viaggio negli Stati Uniti d'America, in cui trattò a Farmingdale l'acquisto dei progetti relativi al nuovissimo caccia Seversky P-35 A Parma lavorò, accanto all'ingegnere Roberto Longhi, ai principali progetti aeronautici dei velivoli da caccia della serie "2000", il Reggiane Re.2000, il Re.2001 Falco I, il Re.2002 Ariete, il Re.2005 Sagittario, che furono tra i più significativi caccia e cacciabombardieri nelle linee della Regia Aeronautica durante la seconda guerra mondiale.
Dopo la fine del conflitto trascorse un anno lavorando per l'IRI a Roma e poi divenne direttore dell'Isotta Fraschini a Milano.
Assunto al settore corse dell'Alfa Romeo vi rimase per due anni contribuendo alla riconquista del titolo mondiale di Formula 1 e al lancio della 1900.
Dopo questa esperienza lavorò presso la Gondrand e venne inviato in Brasile.
Il suo ultimo lavoro fu presso la società Pellizzari in provincia di Vicenza.

## Alcuni degli aerei su cui ha lavorato
- Reggiane Re.2000
- Reggiane Re.2001
- Reggiane Re.2002
- Reggiane Re.2003
- Reggiane Re.2004
- Reggiane Re.2005
- Reggiane Re.2006

### Fonti
1. 1 2 3 4  Reggiane.
2. 1 2 3 4 5  Ali nella Gloria n.41, agosto-settembre 2019, p. 72.
3. ↑  Govi 1985, p. 183.
4. ↑  Memoria scritta dell'ingegnere Antonio Alessio dal titolo Relazione sul viaggio d'Istruzione negli Stati Uniti d'America.